# 星门 (波恩)

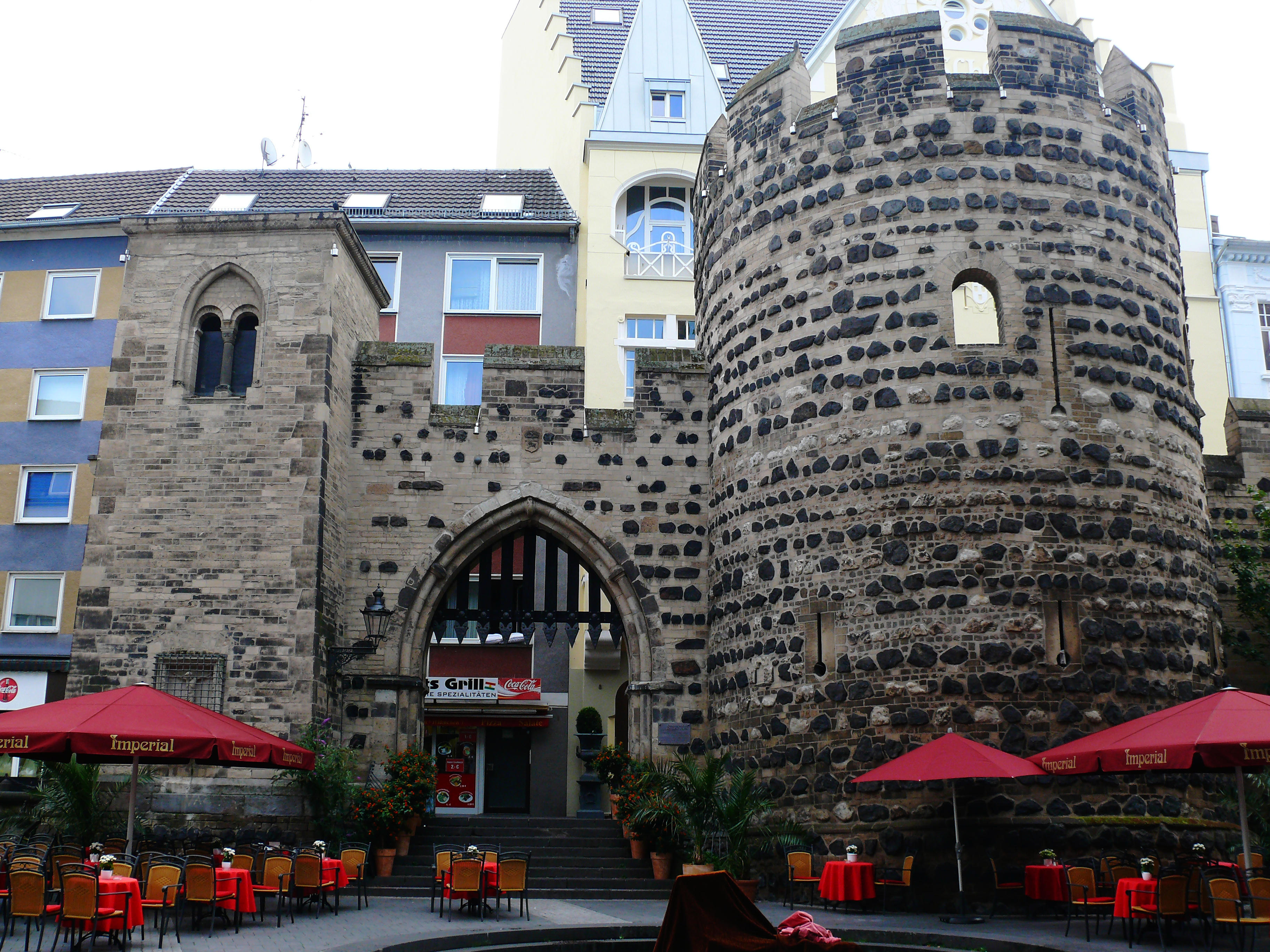

波恩的星门（Sterntor）最初建于1244年左右，位于星街（Sternstraße）的尽头，是中世纪城市防御工事的一部分。
1898年，拆除波恩城墙的最后一座城门。仅两年后，1900年，又在原址附近几米处的波特勒广场(Bottlerplatz) 、维瓦茨巷（Vivatsgasse）重建。目前是北莱茵-威斯特法伦州保护文物。
星门上有两幅画像，分别是玛利亚和约翰在十字架旁，以及1650 年的“七苦圣母”。

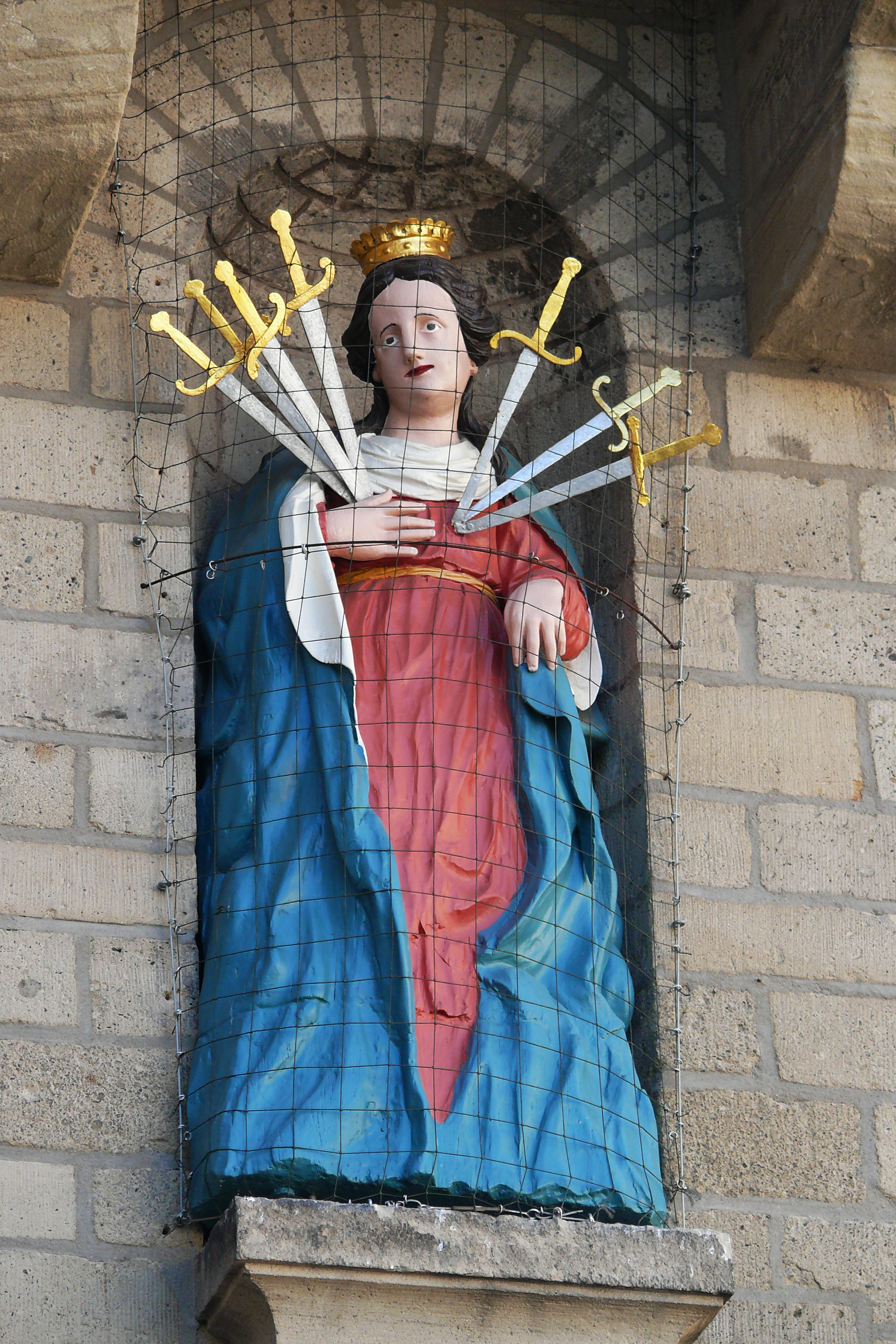
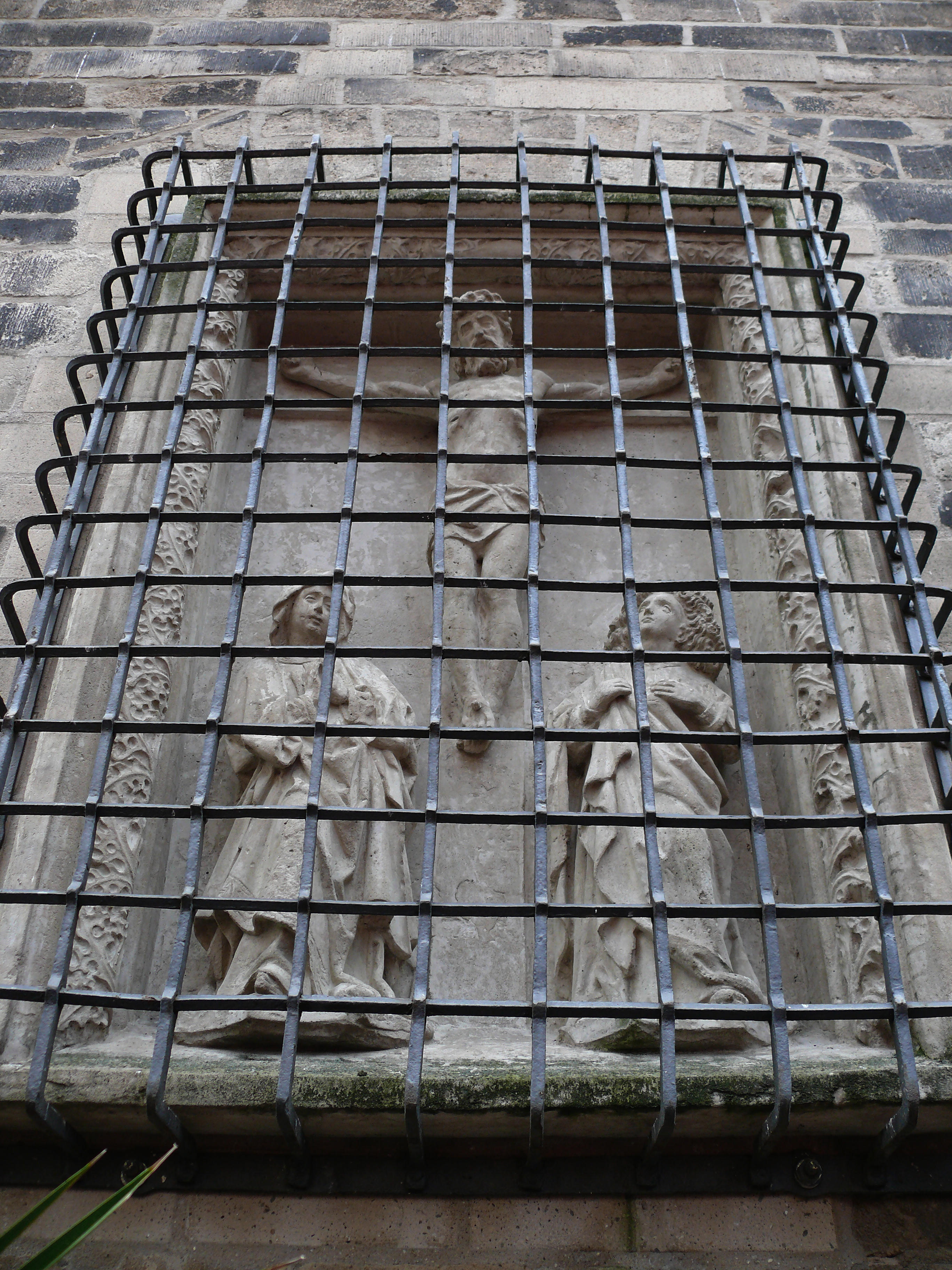
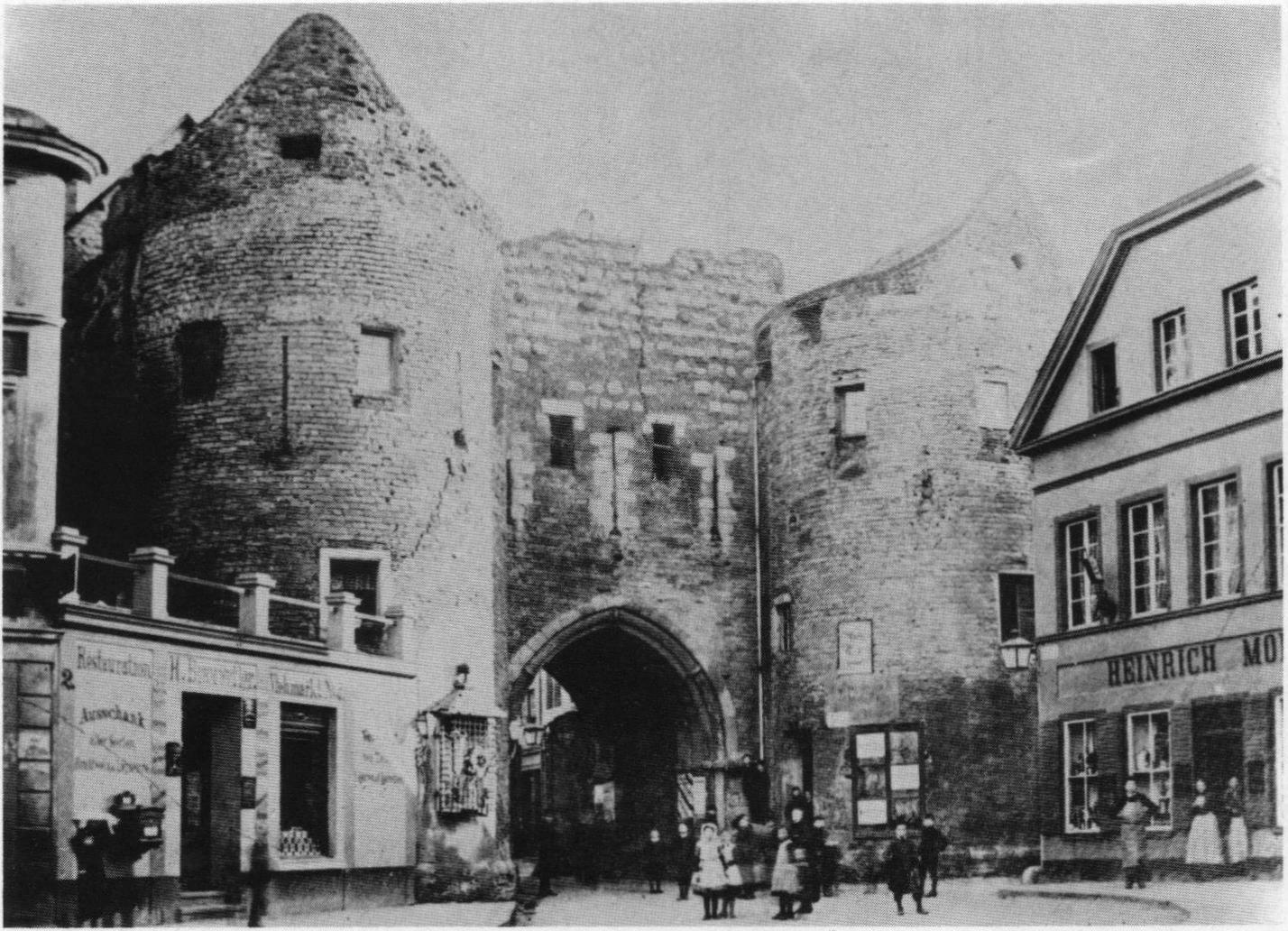
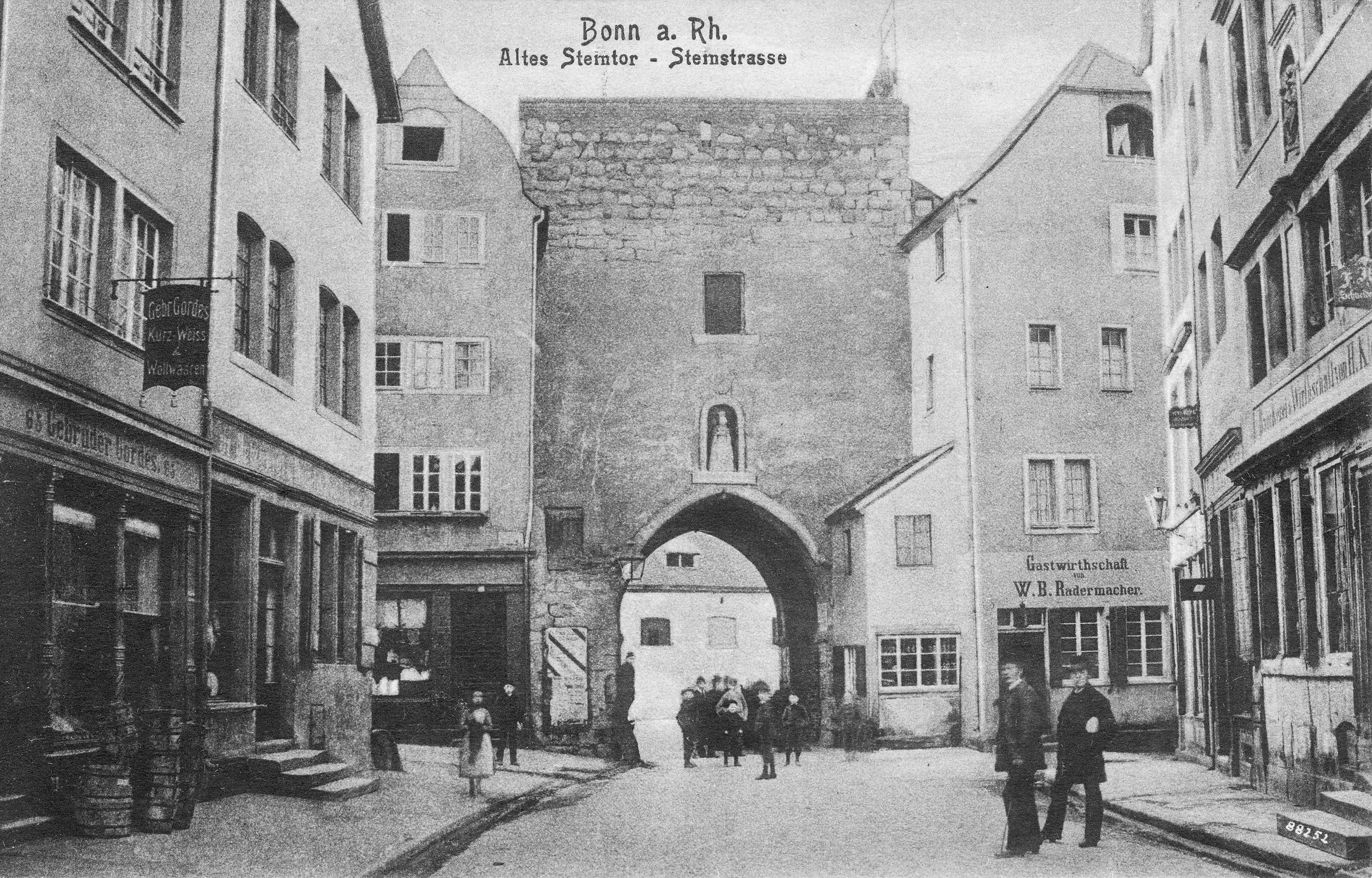